# Honda CR-Z GT
Chronologie des modèles (2012)
La Honda CR-Z GT est une voiture de compétition hybride conçue pour participer aux courses de Super GT dans la catégorie GT300. Dérivée de la Honda CR-Z, elle ouvre la voie de l'hybride de compétition au constructeur japonais Honda souhaitant d'approfondir ses connaissances sur ce type de motorisation. Le système hybride développé est en effet reporté sur la Honda NSX-GT qui participera au championnat Super GT en 2014. Conçue selon le règlement GT300, elle affronte entre autres des GT3 dans le très relevé championnat Super GT.
Apparue lors de la 4e épreuve de la saison 2012 sous la bannière de Mugen Motorsports, le préparateur officiel Honda, la CR-Z GT homologuée sous le nom ZF1 va faire rapidement ses preuves.
Pour 2013, il n'y a plus une, mais deux CR-Z GT engagées en GT300, le Team ARTA ayant remisé sa vieillissante ARTA Garaiya pour une nouvelle CR-Z GT. La voiture évolue également, et aborde désormais le nom ZF2. Elle transforme alors son potentiel entrevu en 2012 en victoires, avec deux doublés à Sepang et Sugo et une deuxième place lors des 4 premiers meetings de la saison, ARTA s'offrant les deux victoires.